# NEMS エンタープライズ
NEMSエンタープライズ（NEMS Enterprises）は、アルゼンチンを拠点として南アメリカで活動しているレコード・レーベル。
1987年にレコード配給会社として設立され、アングラのアルバム『エンジェルズ・クライ』（1993年）を皮切りにレコード契約を直接結ぶようになる。現在までにガンマ・レイ、ストラトヴァリウス、ナイトウィッシュ、ハロウィン、ハンマーフォール、ブラインド・ガーディアン、マノウォー、ラプソディー・オブ・ファイアといったバンドのレコードをリリースしている。
その他に雑誌の刊行なども行っている。